# 田淵光一
田淵 光一（たぶち こういち、1900年（明治33年）2月3日 – 1972年（昭和47年）5月3日）は、昭和期の実業家、政治家。衆議院議員。「田渕」と表記される場合がある。

## 経歴
和歌山県有田郡、のちの金屋町（現有田川町）で生まれた。法政大学専門部法律科で学んだが、関東大震災で負傷し中退した。
1937年（昭和12年）日本林産鉱業取締役社長、1938年（昭和13年）明治採炭鉱業社長にそれぞれ就任し、1942年（昭和17年）から三重県、奈良県で亜炭鉱山上野炭鉱などを経営した。その他、奈良県亜炭鉱業会長、近畿亜炭鉱業会理事、全国亜炭鉱業連合会常任理事、奈良県亜炭協同組合理事長、石炭増産協力会推進専門委員、全国亜炭産業会総務理事、全国亜炭協会長、国際化成社長、伊賀窯業取締役などを務めた。
1949年（昭和24年）1月、第24回衆議院議員総選挙で和歌山県第2区から民主自由党公認で出馬して当選。1952年（昭和27年）10月の第25回総選挙では落選し、1953年（昭和28年）4月の第26回総選挙では当選し、衆議院議員に通算2期在任した。この間、衆議院水産委員長、自由党人事副部長、同党務副部長、同遊説副部長、同総務などを務めた。その後、第27回、第28回、第29回総選挙に立候補したがいずれも落選した。

## 脚註
1. 1 2 3 4 5 6 7 8 9 10 11  『和歌山県史 人物』288頁。
2. ↑  衆議院『衆議院議員名簿．第20回国会』〈衆議院公報附録〉、1954年、25頁。
3. 1 2 3 4 5 6 7 8  『議会制度百年史 - 衆議院議員名鑑』365-366頁。
4. ↑  『国政選挙総覧 1947-2016』284頁。
5. 1 2 3  『国政選挙総覧 1947-2016』285頁。